# Sina Mayer
Sina Mayer (* 10. April 1995 in Neunkirchen/Saar) ist eine deutsche Leichtathletin, die sich auf 100- und 200-Meter-Läufe spezialisiert hat, aber auch Staffeln läuft.

## Berufsweg
Nach dem Erwerb der Fachgebundenen Hochschulreife absolvierte Sina Mayer ein Freiwilliges Soziales Jahr (FSJ). Sie studiert Gesundheitsmanagement an der Deutschen Hochschule für Prävention und Gesundheitsmanagement (DHfPG).

## Sportliche Laufbahn
Sina Mayer fand vom Turnen zum Seilspringen und startete 2010 mit dem TV Kübelberg bei den 
Weltmeisterschaften in England. Mit 14 Jahren kam sie zur Leichtathletik beim LAZ Zweibrücken. Über 100 und 200 Meter etablierte sie sich mit mehreren Pfalz- und Rheinlandpfalztitel in ihrer Altersklasse. Es folgten Qualifikationen für die Deutschen Meisterschaften der U18- und U20-Jugend.
2014 sicherte sich Mayer mit einer Zeit von 11,75 s auf 100 Meter die Nominierung  für die U20-Sprintstaffel bei den Juniorenweltmeisterschaften in Eugene (Oregon), wo sie als  Ersatzläuferin die Bronzemedaille erhielt.
2015 war sie in Tallinn U23-Europameisterin mit der 4-mal-100-Meter-Staffel und belegte bei den Deutschen U23-Meisterschaften über 100 Meter den vierten und über 200 Meter den 6. Platz.
2016 wurde Mayer bei den Deutschen Hochschulhallenmeisterschaften Vizemeisterin über 60 Meter und kam über diese Distanz bei den Deutschen Hallenmeisterschaften auf den 7. Platz. Wegen einer Fußverletzung musste sie die Saison vorzeitig abbrechen.
2017 holte sie sich bei den Deutschen Hochschulmeisterschaften den Meistertitel über 100 Meter und wurde Deutsche U23-Vizemeisterin auf dieser Strecke. Im Juli nominierte der Allgemeine Deutsche Hochschulsportverband (adh) sie für die Sommer-Universiade in Taipeh. Bei den U23-Europameisterschaften in Bydgoszcz errang sie Bronze über 100 Meter. 
Mayer gehört zum B-Kader des Deutschen Leichtathletik-Verbandes (DLV).

## Vereinszugehörigkeiten
Sina Mayer startet für das LAZ Zweibrücken.

## Ehrungen
- 2015 von der Sportjugend Rheinland-Pfalz für ihre sportlichen Leistungen geehrt.[4]

## Bestzeiten
Halle
- 60 m: 7,32 s, Leipzig, 27. Februar 2016
- 200 m: 24,62 s, Ludwigshafen, 23. Januar 2016

Freiluft
- 100 m: 11,25 s (+1,9 m/s), Regensburg, 11. Juni 2017
- 200 m: 24,26 s (+0,6 m/s), Landau in der Pfalz, 21. Mai 2016
- 4 × 100 m: 43,91 s, Regensburg, 5. Juni 2016

## Erfolge
national
- 2014: 4. Platz Deutsche U20-Meisterschaften (100 m)
- 2015: 4. Platz Deutsche U23-Meisterschaften (100 m)
- 2015: 6. Platz Deutsche U23-Meisterschaften (200 m)
- 2016: 7. Platz Deutsche Hallenmeisterschaften (60 m)
- 2016: Deutsche Hochschulhallenvizemeisterin[5] (60 m)
- 2017: Deutsche U23-Vizemeisterin (100 m)
- 2017: Deutsche Hochschulmeisterin[6] (100 m)

• 2023: 3. Platz Deutsche Meisterschaften(100 m)
2025: 3. Platz  Deutsche Meisterschaften (100 m)
international
- 2014: 3. Platz U20-Weltmeisterschaften (4 × 100 m)
- 2015: U23-Europameisterin (4 × 100 m)
- 2017: 3. Platz U23-Europameisterschaften (100 m)

• 2019: 3. Platz European Games Minsk
• 2023: 6. Platz Weltmeisterschaften Budapest (4 x 100 m)